# Diplomonadida
I Diplomonadini (Diplomonadida) sono un ordine di protisti eterotrofi.
Caratteristica essenziale di questi protozoi è l'assenza di mitocondri e di plastidi. Posseggono numerosi flagelli, citoscheletro relativamente semplice, se confrontato con quello della cellula Eucariota, e sono binucleati. Alcune specie possono condurre vita libera, altri essere parassiti di altri animali.
Il più noto rappresentante di questo ordine  è la Giardia lamblia, parassita intestinale che attacca anche l'uomo.